# 히데
마츠모토 히데토(松本秀人, 1964년 12월 13일 ~ 1998년 5월 2일)는 '히데(hide)'라고 알려진 일본의 음악가로, 록 밴드 엑스 재팬의 기타리스트로 잘 알려져 있다. 일본 가나가와현 요코스카 출신이다. 아마추어 시절의 Saver Tiger(Yokosuka Saver Tiger), 솔로 프로젝트 hide with spread beaver, 인더스트리얼 밴드 zilch라는 팀 들을 결성해 주도적 역할을 했다.

## 인물
소년 시절 비만 컴플렉스 때문에, 내성적이고 얌전한 아이였다고 한다. 초등학교 졸업집에서 히데의 장래희망은 “의사가 되어서 환자들을 도와 주고 싶다”고 쓰여 있다. 중학생의 무렵에 키스의 앨범을 처음으로 듣고 락뮤직을 무형의 신세계로 받아 들여 록 기타를 연주하게 된다. 일반적으로 말하는 '록 키드'가 되어, 여러 가지 록 음악을 듣게 된다. 히데는 독학으로 기타를 연습했고 그의 할머니의 도움으로 깁슨 기타를 손에 쥐게 되었다.
록 음악을 하기 위해 히데는 방 안에다 슬림한 가죽바지를 걸어두고 꼭 그 바지를 입고야 말겠다고 다짐하며 지독한 다이어트를 감행했는데 그 결과로 그는 자신이 갈망하던 슬림한 체형을 얻을 수 있었다. 중학교 재학 중이던 무렵에는 스쿨 밴드를 결성하기도 하지만 진학한 고등학교의 교칙에 의해 더 이상 교내에서는 밴드를 결성할 수가 없는 상황에 이르고, 이에 히데는 당시 비행의 집합소라고 알려져있던 요코스카의 시궁창판 대로에 출입하며 뜻이 맞는 동료들을 얻어 밴드 Saver Tiger(후에 Yokosuka Saver Tiger로 개명)를 결성하게 된다.
또, 미용실을 하고 있던 할머니로부터의 영향을 많이 받았다. 중학생인 히데에게 고급품인 깁슨사의 기타를 사 주었던 것도 그의 할머니였고, 엑스 데뷔 당시는 할머니의 사리(인도의 전통 의상)를 무대 의상으로서 빌려 입기도 했다. 그의 할머니는 생각이 젊고 화려한 사람이었기 때문에, 후의 그의 패션창조의 기반이 되었으며 이는 엑스의 외형에도 영향을 미쳤고, 비주얼 록의 시초가 되었다. 히데는 자신을 그랜드 마마 보이(Grand Mama Boy, 할머니에 의존하는 아이)라고 칭하기도 했다.
밴드 내 단합을 중요시 했으며 자신의 팬을 위해 골수를 기증할 만큼 따뜻하고 인격으로 살았다고 기억하는 사람이 많다.

## 활동

### 요코스카 샤벨 타이거
1980년대 중반, 히데는 본인이 중심이 된 아마추어 밴드 Saver Tiger(Yokosuka Saver Tiger)를 결성하여 기타, 작곡, 백킹 보컬을 맡으며 활동을 했다. 이미 존재하던 밴드인 Saber Tiger와 구분 짓기위해 'b'대신 'v'를 사용했고, 후에는 출신 지역명인 요코스카를 팀 이름앞에 덧 붙인다. 그리고 1986년, Saver Tiger는 해산된다.

### X, X JAPAN
본인의 아마추어 밴드가 해산한 뒤, 새로운 활동을 구상하며 잠시 휴지기를 갖던 중 당시 인디즈였던 헤비메탈 밴드 엑스를 이끄는 요시키에게 기타리스트로서 가입해 줄 것을 정식으로 권유받고 팀에 가입하여 1987년부터 활동을 시작해 메이져 데뷔를 거쳐 훗날 엑스 재팬이 해산하는 1997년까지 리드 기타, 작곡, 편곡, 백킹 보컬을 맡게 된다. 히데가 엑스 재팬에서 작곡한 곡으로는 〈Celebration〉, 〈Joker〉, 〈Scars〉등이 있으며, 팀의 휴식 기간 동안에는 솔로 활동을 하기도 했다.

### 솔로 활동
히데는 엑스 재팬 당시 자신의 이름을 대문자 ‘HIDE’로 표기했고, 솔로 활동 때에는 엑스의 범위 밖에서 활동했던 것이므로 소문자를 사용하여 ‘hide’라고 표기했다. 솔로 활동시 보컬, 기타, 작곡 모두 직접 작업했고, 앨범을 녹음할 때에는 베이스기타도 연주했다. 솔로 활동은 1993년 8월에 첫 싱글인 <EYES LOVE YOU>, <50% 50%>를 더블로 선보이며 시작했다. 1994년 2월에는 첫 앨범 《Hide Your Face》를 발매하며 <DICE>, <TELL ME>로 활동하면서 앨범 초회판의 경우 오리콘 차트 1위에 오르는 등(통상판 9위) 쾌거를 이루며 앨범 활동을 끝냈고, 중간에 투어와 영상집 발매같은 이벤트가 있었다. 1996년에는 두 번째 솔로앨범인 《Psyence》를 내고 <MISERY>, <Beauty&Stupid>, <Hi-Ho / GOOD BYE> 같은 곡을 발표, 각각 등장시에 최고 3 ~ 8위를 지켰고, 앨범은 최고순위 1위로 등장한다. 이후 〈Psyence a Go Go〉 투어를 개최, 솔로 아티스트로서의 명성을 인정받고 경력을 쌓아가고 있었다.
1997년 12월 31일 엑스 재팬의 마지막 공연 후 바로 다음날인 1998년 1월 1일에 히데는 본인을 주축으로 한 공식 솔로 프로젝트 밴드인 hide with Spread Beaver결성과 향후 활동 계획을 발표한다. 프로듀서이자 메인 보컬/기타리스트인 히데를 주축으로 하여 1994년 첫 솔로앨범 투어 시절부터 세션으로 연주했던 멤버들을 대거 영입한 이 팀은 기타리스트 카즈(K.A.Z)와 키요시(Kiyoshi), 드러머 조(Joe), 베이시스트 치로린(Chirolin), 키보드 주자 다이(D.I.E), 프로그래머 이나(I.N.A)로 구성되었다. hide with Spread Beaver의 첫 싱글은 <ROCKET DIVE> 로, 69만장의 판매고를 올리며 오리콘 차트 4위로 순조롭게 출발한다. 이후 발매된 <PINK SPIDER>와 <ever free>는 100만장에 가까운 판매고를 올려 밀리언셀러를 달성, 차트 1위를 차지하여 판매량이 더 증가하였다. 그러나 앨범 작업 도중 히데가 갑작스럽게 사망하면서, 모든 작업은 중지될 수 밖에 없었고, 나머지 멤버들이 미완성으로 남은 곡 들을 작업하게 된다. 이 후 발매되는 <HURRY GO ROUND>는 60만장이 판매되어 오리콘 차트 2위를 차지했고, 미완성의 유작인 히데의 세 번째 정규앨범 《Ja,Zoo》는 140만장의 높은 판매량으로 오리콘 차트 2위에 링크 되었다. 《Psyence》앨범 작업 당시 수록되지 못했던 싱글 앨범 <in motion> 은 4위에 머무른다.
2000년도 이후에 발매된 앨범 《hide BEST ~ PSYCOMUNITY》, 《hide SINGLES ~ junk story》, 《KING OF PSYBORG ROCK STAR》는 각각 1위, 3위, 7위라는 차트 기록을 남겼다.

### zilch
히데는 1996년경 미국 진출을 목표로 기타리스트 레이 맥베이(Ray McVeigh), 베이시스트 폴 레이븐(Paul Raven), 드러머 조이 카스티요(Joey Castillo), 엑스재팬과 히데의 편곡을 담당해왔으며 Spread Beaver멤버인 프로그래머 겸 건반주자 I.N.A와 함께 인더스트리얼 음악을 하는 밴드 Zilch를 결성한다. 앨범 작업은 미리 끝났고, 첫 싱글 〈Electric Cucumber〉의 뮤직비디오까지 촬영한 상태였으나 역시 히데의 갑작스러운 죽음으로 인해 활동조차 제대로 시작하지 못했고, 당시 예정되어있던 마릴린 맨슨과의 합동 공연도 무산되고 말았다. 결국 그 상태로 발매된 첫 앨범 《3•2•1》은 완성도에 비례하는 파급력을 발휘하지는 못 했으나, 굉장히 좋은 평가를 받고있는 뛰어난 앨범이다.

## 갑작스런 사망
1998년 5월 2일 아침 7시 30분 무렵, 히데는 자택 맨션에서 타월로 목을 매단 상태로 구조요청 소리를 들은 동거녀에 의해 발견되었는데, 발견 직후 곧바로 병원에 후송되었지만 결국 오전 8시 52분을 기점으로 향년 33세로 사망했으며, 당일 오후 3시경에는,〈엑스 재팬의 기타리스트 히데가 사망, 일본 경시청은 자살로 단정〉이라는 속보가 보도되었다. 직접적인 사망 사유는 호흡곤란으로, 타월을 목에 매고 있었다는 사건정황을 이유로 일본 경시청은 히데의 죽음을 자살로 단정했고, 일부 자살이 아니라는 의견에 대해서도 목에 걸어놓은 타월의 모양과 음악 활동에서의 번민에 대한 증언 등을 이유로 당초 히데의 죽음을 자살이라고 발표한 자신들의 입장을 공고히 했다.
하지만 히데를 알고 있던 많은 사람들이나 그의 팬들은 히데가 자살을 할 사람이 아니라는 생각을 여전히 가지고 있었고 히데의 죽음이 자살이 아닌 사고사라고 추정하는 그 근거에는 죽음을 결심했음에도 불구하고 유서가 전혀 없었던 점과, 히데 생전의 인터뷰 내용, 사망하기 바로 며칠 전 까지도 도내에 세울 스튜디오의 토지 가계약이 이루어지고 있었던 점, 그 외에 기타 여러 가지 정황으로 비춰보아 자살의 징조가 전혀 없었던 점 등이 있었다.
이것 외에도, 히데가 엑스 시절 전에 이끌었던 인디즈 밴드 샤벨 타이거(Saver Tiger)의 팀 동료였던 REM은 히데의 사망원인에 대해 자살이 아닌 사고사일 가능성이 높다는 것에 대한 유력한 의견을 피력한 바가 있는데, 그 주된 내용은 히데는 예전부터 어깨가 결린다고 생각하면, 타월이나 머플러를 이용해 마사지를 해왔다는 것이었으며, 그 방법이 히데가 사망한 시점의 환경과 매우 유사했다는 것이었다. 당시 죽음을 처음 발견했던 동거녀는 잇따른 자살의문 취재에 귀를 막고 "자살이 아니라니까요!"라고 소리치기도 했다. 또한 그는 생전 인터뷰에서, "자신이 갑자기 죽는다면?"이라는 질문에 슬퍼할 팬들이 불쌍하기 때문에 상상만 해도 끔찍하다는 발언을 한 적이 있다. 또한 일본 경시청이 처음에 밝혔던 확실하지 않은 사망 요인인 자살 발언으로 인하여 여러 팬들의 자살소동이 벌어졌으나 멤버들이 가까스로 말린 적이있었다.
히데의 갑작스런 사망 후 생전 함께 음악을 했던 지인들, 그의 음악에 영향을 받아 존경심을 가진 동료 아티스트들, 인간관계를 소중히 여기는 그 답게 친하게 지내던 선후배 아티스트들이 추모의 뜻을 밝혔고, 1998년 9월에는 요시키주도하에 도쿄에서 큰 규모의 추도 라이브를 계획하여 준비하고 있었다. 그러나 1999년 2월 4일, 엑스타시 레코드의 신년회에서 요시키의 독단적인 결정으로 hide 추도 라이브의 무기 연기가 발표돼 버리면서 결국 무산되었다가 10년이 지난 2008년, <Hide Memorial Summit> 라는 타이틀로 추모 콘서트가 개최되었다.

## 엑스 재팬 재결성 이후

X Japan 공격재개 2008 I.V. ~파멸을 향하여~ 파괴의 밤의 ART OF LIFE 중 히데의 홀로그램

2007년 10월 17일, 엑스 재팬 재결성 후 발표한 신곡 I.V.는 히데가 살아있을 때 녹음해 둔 기타 연주를 요시키가 사용한 곡이다. 2008년 3월 28일, 도쿄 돔으로의 엑스 재팬의 부활 라이브에 1993년 X RETURNS 공연 중 ART OF LIFE 라이브 부분을 무대에 영상으로 선보였다. 2008년 5월 3일과 5월 4일, 도쿄 스타디움에서 히데 사망 10주기 추도 라이브 〈hide memorial summit〉가 개최되었다.

## 음반 목록

### 싱글
1. EYES LOVE YOU(1993년 8월 5일)
2. 50%&50%(1993년 8월 5일)
3. DICE(1994년 1월 21일)
4. TELL ME(1994년 3월 24일)
5. MISERY(1996년 6월 24일)
6. Beauty&Stupid(1996년 8월12일)
7. Hi-Ho/GOOD BYE(1996년 12월 18일)
8. ROCKET DIVE(1998년 1월 28일)
9. PINK SPIDER(1998년 5월 13일)
10. Ever Free(1998년 5월 27일)
11. HURRY GO ROUND(1998년 10월 21일)
12. TELL ME(2000년 1월 19일)
13. In Motion(2002년 7월 10일)
14. Co Gal(2014년 12월 10일)

### 정규 음반
1. HIDE YOUR FACE (1994년 2월 23일)
2. PSYENCE (1996년 9월 2일)
3. Ja, Zoo (1998년 11월 21일)

### 라이브 음반
1. PSYENCE A GO GO (2008년 3월1 9일)
2. HIDE OUR PSYCHOMMUNITY (2008년 4월 23일)

## 출연 작품
- 위 아 엑스
- 히데,정크스토리
- 허리 고 라운드(HURRY GO ROUND)2018

## 같이 보기
- 엑스 재팬
- 요시키
- 토시
- 파타
- 히스
- 타이지
- 요코스카 샤벨 타이거
- hide with spread beaver
- LUNA SEA
- 스기조
- Zilch